# Capital Letters
Capital Letters est un groupe britannique de reggae fondé en 1972 à Wolverhampton.

## Historique
C'est en 1972 dans la MJC du quartier populaire de Penn Fields, à Wolverhampton, que se rencontrent les six futurs musiciens de Capital Letters. Ayant tous grandi en Jamaïque (ils sont arrivés en Angleterre durant leur adolescence en accompagnants leurs parents) c'est tout naturellement qu'ils se tournent vers le reggae, style musical déjà populaire à cette époque en Angleterre. Ils se baptisent d'abord The Alphabets, puis choisissent le nom de Capital Letters lors de l'enregistrement de la maquette de leur premier morceau Smoking My Ganja en 1976. Ce titre est réenregistré à Londres par le producteur Sid Bucknor au studio Chalk Farm et est remarqué par Cris Cracknell qui propose au groupe de signer sur son label Greensleeves Records.
En 1978, la sortie de leur premier Maxi 45 tours au titre explicite Smoking My Ganja est immédiatement repéré par John Peel qui en fait le « Disque de la Semaine » dans sa célèbre émission Radio One sur la BBC. Capital Letters est d'ailleurs invité aux John Peel Sessions qui permettent au groupe de jouer en direct à la radio plusieurs de leur compositions. Peu après, Capital Letters intègre deux choristes au groupe afin d'imiter Bob Marley and the Wailers, qui sont leurs modèles.
Ils rentrent ensuite aux studios TMC à Tooting (banlieue sud de Londres) pour y enregistrer un album complet. Headline News sort en 1979 toujours sur Greensleeves et obtient un succès auprès du public et des critiques. Capital Letters s'affirme alors comme un des groupes montants de la jeune scène reggae britannique aux côtés de Steel Pulse, Aswad, ou encore The Cimarons. Leur musique s'inscrit dans les standards de l'époque: un reggae roots frais et dansant, influencé par Bob Marley dont les membres du groupe revendiquent la filiation, sur des textes engagés et contestataires où ils dénoncent les travers de la société britannique (sur les morceaux Fire, Daddy Was No Murderer ou encore Unemployed). Mais Capital Letters n'hésitent pas non plus à dénoncer dans leur morceau Président Amin les dérives sanglantes du président Ougandais Idi Amin Dada, fait singulier dans le reggae, où par tradition du rastafarisme les chansons sont plutôt favorables aux leaders africains.
En 1980, Capital Letters sort un nouveau Maxi 45 tours intitulé Bread and Water. Ce disque est singulier, car musicalement il s'éloigne du reggae roots pour surfer la vague ska 2 tone qui déferle alors sur l'Angleterre, mais c'est surtout un brulot politique dénonçant la politique libérale du gouvernement conservateur de Margaret Thatcher nouvellement élu.
Le succès de Capital Letters dépasse les frontières du Royaume-Uni et permet au groupe de partir en tournée dans de nombreux pays européens, mais c'est paradoxalement au terme d'une série de concerts en Finlande, que le groupe se sépare subitement en 1981.

### Première reformation
Capital Letters se reforme un an plus tard (mais sans les deux choristes) pour enregistrer un nouveau disque aux studios Recordway à Francfort, en RFA. L'album Vineyard, qui sort sur le label allemand Bellaphone, propose des chansons toujours aussi revendicatives, mais le ton général est nettement plus sombre, et la production parait bâclée. Le groupe sépare à nouveau, peu après la sortie de l'album en 1982.
Le leader du groupe Danny McKen, part s'installer en Éthiopie, puis en Palestine.

### Deuxième reformation
En 2014, Capital Letters donne à nouveau des concerts dans avec une formation proche de celle d'origine et enregistre un nouvel album: Wolverhampton, qui sort en 2015 sur le label de Bristol, Sugar Shack Records.

## Formation originale
- Danny "Teacher" McKen (guitare - chant)
- George "Bulk" Scarlett (guitare)
- Wenty "Country Boy" Stewart (percussions)
- Junior "JB" Brown (basse)
- Earl "Wizard" Lynch (clavier - chant)
- Roderick "The Dude" Harvey (batterie)
- Paulette "Lee" Hatden (chœurs)
- Pauline "Dell" Spence (chœurs)

## Discographie

### Albums
- Headline News (Greensleeves Records, 1979)
- Vinyard (Gulp Records, 1982)
- Reality (Reggae Archive, 2014)
- Wolverhampton (Sugar Shack Records, 2015)

### Singles
- Smoking My Ganja (Greensleeves Records, 1978)
- Président Amin (Dada) (Greensleeves Records, 1979)
- U.K. Skanking (Greensleeves Records, 1979)
- Bread And Water (Greensleeves Records, 1980)
- Wolf (Sugar Shack Records, 2014)
- Jah Music (Sugar Shack Records, 2015)